# Yoff
Yoff – miasto w zachodnim Senegalu, na przedmieściach Dakaru, położone nad Oceanem Atlantyckim w odległości około 2 kilometrów od Portu Lotniczego Dakar-Yoff-Léopold Sédar Senghor. Mieszka tu około 56 tys. osób (stan z roku 2004).

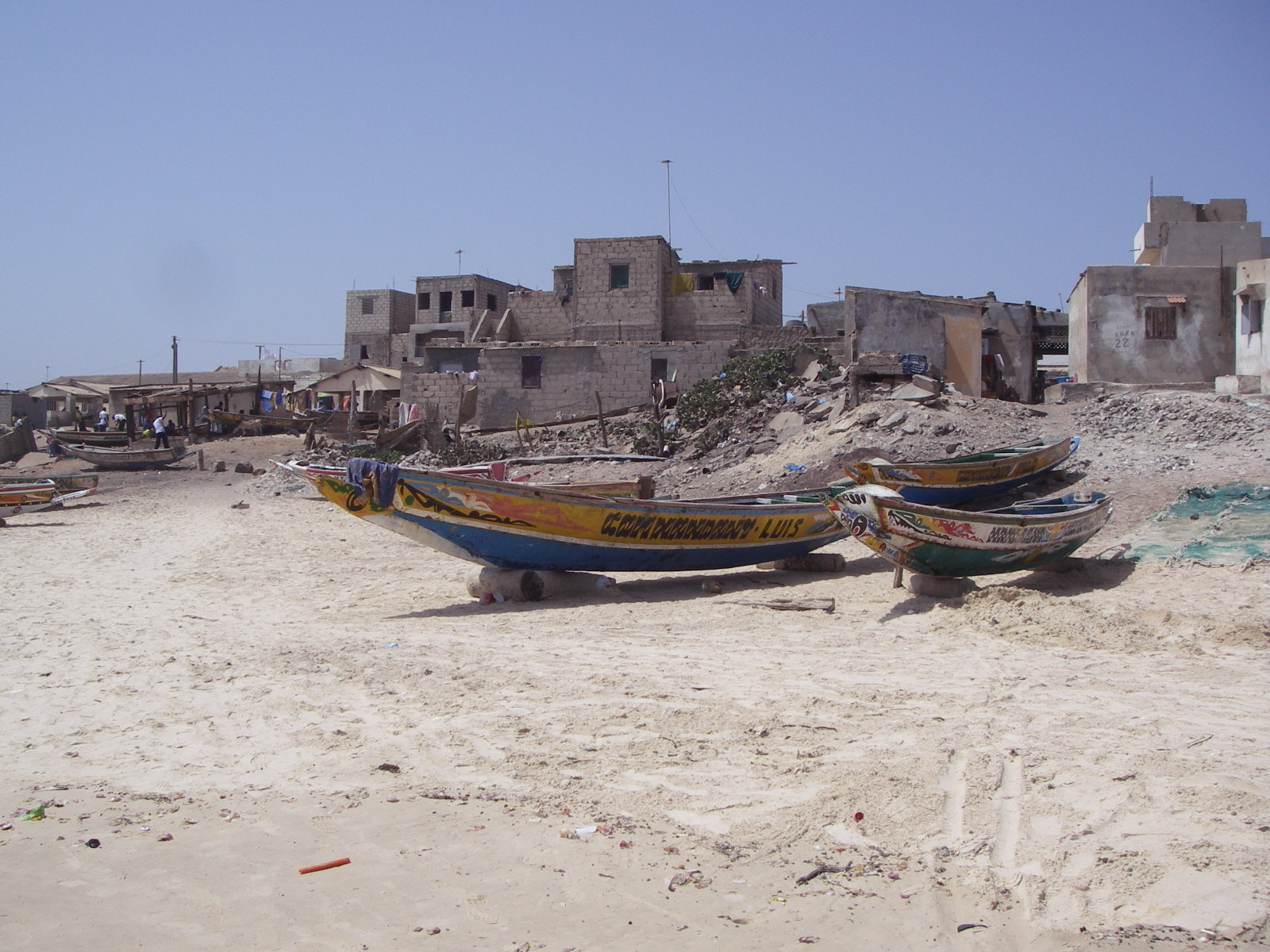
Łodzie rybackie na plaży w Yoff